# Iudex peritus peritorum
Iudex peritus peritorum è un brocardo latino che significa "Il giudice è il perito dei periti". Il giudice, infatti, non è vincolato al risultato della perizia potendo discostarsi o disattendere del tutto le conclusioni cui è giunto il perito. In questo caso deve dare una motivazione adeguata della sua scelta (cfr. Cass., sez. IV, 13 dicembre 2010). Il giudice, inoltre, può aderire alle conclusioni cui è giunto un consulente di parte oppure può nominare un nuovo perito (cfr. Cass., sez. I, 8 maggio 2003).  